# ناويوشي فوكوموتو
ناويوشي فوكوموتو (باليابانية: 福本 尚純) (مواليد 10 مايو 1987)، هو لاعب كرة قدم ياباني سابق كان يلعب كلاعب وسط.

## وصلات خارجية
- ناويوشي فوكوموتو على موقع رابطة كرة القدم اليابانية للمحترفين (اليابانية)
- ناويوشي فوكوموتو على موقع قاعدة بيانات كرة القدم.إي يو (الإنجليزية)
- ناويوشي فوكوموتو على موقع Soccerway.com (الإنجليزية)